# Frédéric Régent
Pour les articles homonymes, voir Régent.
Frédéric Régent, né le 10 octobre 1969 à Landau (Rhénanie-Palatinat, Allemagne), est un historien et universitaire français, spécialiste de l'histoire de l'esclavage.

## Biographie
D'origine guadeloupéenne, Frédéric Régent est né le 10 octobre 1969 à Landau. Militaire, son père était originaire de Vieux-Habitants. Dans son ascendance, on retrouve à la fois des esclaves, des maîtres d’esclaves et des libres de couleur. Côté maternel, sa famille se trouve en Corrèze, où son grand-père prisonnier de guerre était agriculteur et communiste, jusqu'à l'invasion de l'Afghanistan en 1979.
Après un baccalauréat scientifique, il prend goût à l'histoire et obtient une licence d’histoire-géographie puis une maîtrise à la Sorbonne. Son premier travail porte sur la vision par la presse parisienne de l’expédition de Napoléon Bonaparte en Égypte. En 1993, il obtient le CAPES puis enseigne l’histoire militaire à l’École spéciale militaire de Saint-Cyr. En 1994, il  part enseigner en Guadeloupe dans des collèges à Capesterre-Belle-Eau, Trois-Rivières et Sainte-Anne durant huit années. 
Ses recherches portent sur l’histoire de l'esclavage. Son mémoire de DEA Entre esclavage et liberté, la population de couleur en Guadeloupe pendant la Révolution française est présenté en 1997. Il valide son doctorat avec la mention Très bien. Il enseigne en Guadeloupe jusqu’en 2009. Après avoir postulé en vain et à deux reprises en Guadeloupe et en Martinique, il devient maître de conférences en histoire moderne à l’Université Paris 1 Panthéon-Sorbonne en 2009.  Il est également membre de l’Institut d’histoire moderne et contemporaine (IHMC – UMR 8066), après la fusion de l’Institut d’histoire de la Révolution française (IHRF) avec l'IHMC.
Il intègre le Comité national pour la mémoire et l'histoire de l'esclavage, qu'il présidera de 2016 (décret du 22 août 2016) à 2019 et dont les missions sont reprises par la suite par la Fondation pour la mémoire de l'esclavage.
Docteur en histoire de l’université de Paris I, il s’est spécialisé dans les questions concernant l’esclavage dans les colonies françaises sous l’Ancien régime et au temps de la Révolution. Après avoir enseigné l'histoire en lycée, en collège et à l’université des Antilles-Guyane, il publie en 2007 aux éditions Grasset La France et ses esclaves, de la colonisation aux abolitions 1620-1848, ainsi qu'en 2015 aux éditions Fayard — avec Gilda Gonfier et Bruno Maillard — Libres et sans fers. Paroles d’esclaves français. Guadeloupe, Île Bourbon (Réunion), Martinique.
En 2019, il publie Les maîtres de la Guadeloupe qui étudie des propriétaires d'esclaves sur huit générations. Le 13 novembre 2019, il est nommé conseiller scientifique du futur Mémorial en hommage aux victimes de l'esclavage des Tuileries.
En février 2021, il devient président de la Mutuelle Autonome Générale de l’Éducation (MAGE). Il préside également avec l'historienne Marion Godfroy-Tayart de Borms le prix du livre d'histoire des outre-mer, créé en 2017 à l'occasion des Journées Outer-Mer Développement.

## Œuvres littéraires
- Libres de couleur : Les affranchis et leurs descendants en terre d'esclavage XIVème-XIXème siècle, Tallandier, 2023, 496 p. (EAN 9791021047495)
- L'esclavage raconté aux enfants, Paris, La Martinière Jeunesse, 2023, 72 p.[5]
- Les maîtres de la Guadeloupe. Propriétaires d'esclaves (1635-1848), Paris, Tallandier, 2019, 426 p.[3]
  - Réédition : Paris, Tallandier, coll. « Texto », 2021, 469 p.
- Avec Gilda Gonfier et Bruno Maillard : Libres et sans fers. Paroles d'esclaves français. Guadeloupe, Îles Bourbon (Réunion), Martinique, Paris, Fayard, 2015.
- Avec Jean-François Niort et Pierre Serna (dir.) : Les colonies, la Révolution française et la loi, actes du colloque international de l'université Paris-I (23-24 septembre 2011), Rennes, Presses universitaires de Rennes, coll. « Histoire », 2014, 297 p.
- Avec Jean-Luc Chappey, Bernard Gainot, Guillaume Mazeau et Pierre Serna : Pour quoi faire la Révolution, Marseille, Agone, coll. « Passé & présent », 2012, 208 p.
- La France et ses esclaves. De la colonisation aux abolitions (1620-1848), Paris, Grasset, 2007, 354 p.
  - Rééditions :
    - Paris, Hachette littératures, coll. « Pluriel », 2009, 353 p.
    - Paris, Pluriel, 2012, 368 p.
- Esclavage, métissage et liberté. La Révolution française en Guadeloupe (1789-1802), Paris, Grasset, 2004, 504 p.
- Avec René Bénélus et Jacques-Adélaïde Merlande : La rébellion de la Guadeloupe (1801-1802), recueil de textes commentés, Gourbeyre, Conseil général de la Guadeloupe/Société d'histoire de la Guadeloupe, 2002, 356 p.

## Distinctions
- 2024 : Lauréat du prix Guizot pour l'œuvre "Libres de couleur. Les affranchis et leurs descendants en terres d'esclavage (XIVe-XIXe siècle)" (Tallandier)[6]
- 2005 : Lauréat du prix Henri Hertz pour l'œuvre "Esclavage, métissage et liberté - La révolution française en Guadeloupe" (Grasset), décerné par la Chancellerie des Universités de Paris[7],[8]